# Canthon acutus
Canthon acutus là một loài bọ cánh cứng trong họ Bọ hung (Scarabaeidae).